# アリスター・ジョンストン
アリスター・ジョンストン（Alistair Johnston、1998年10月8日 - ）は、カナダ出身のカナダ代表。サッカー選手。スコティッシュ・プレミアシップ・セルティックFC所属。ポジションはDF。

## 経歴
バンクーバー生まれだが、幼少期にモントリオールに引っ越したため、フランス語も話すことができる。
セントジョンズ大学で2年間過ごしたのち、2018年にウェイクフォレスト大学に加入した。この時、ポジションをMFから右サイドバックにコンバートした。
2020年1月9日、ドラフトを経てナッシュビルSCに加入した。正式加入は2月25日。
2021年12月13日、CFモントリオールに移籍した。契約は2023年まで。

### 代表
2021年3月25日のバミューダ代表戦でA代表デビュー。
2022 FIFAワールドカップの本大会メンバーにも選出された。

## 代表歴

### 出場大会
- カナダ代表
  - 2022 FIFAワールドカップ

### 試合数
- 国際Aマッチ 39試合 1得点（2021年-）[9]

| カナダ代表 | 国際Aマッチ | 国際Aマッチ |
| 年         | 出場        | 得点        |
| ---------- | ----------- | ----------- |
| 2021       | 18          | 1           |
| 2022       | 15          | 0           |
| 2023       | 6           | 0           |
| 2024       |             |             |
| 通算       | 39          | 1           |